# Metal Box
Metal Box es el segundo álbum de Public Image Ltd, lanzado en 1979 por Virgin Records. El disco muestra un cambio radical del relativamente convencional debut de PIL, First Issue, lanzado en 1978, con la banda entrando en un sonido más avant-garde, caracterizado por la voz críptica del cantante John Lydon, las inspiradas líneas de bajo de propulsión dub reggae de Jah Wobble, y un único sonido de guitarra "metálico", hecho por el guitarrista Keith Levene tocando las guitarras Veleno las cuales estaban hechas enteramente de aluminio. Metal Box es ampliamente considerado como un hito del post-punk y el rock experimental. En 2003, el álbum fue elegido el número 469 en la lista de los 500 mejores álbumes de todos los tiempos, de la revista Rolling Stone.

## Lista de canciones
Todas las letras, música y producción acreditados a Public Image Ltd.
| N.º | Título      | Duración |  |
| 1.  | «Albatross» | 10:34    |  |
| 2.  | «Memories»  | 5:05     |  |
| 3.  | «Swan Lake» | 4:11     |  |
| 4.  | «Poptones»  | 7:46     |  |
| 5.  | «Careering» | 4:32     |  |
| 6.  | «No Birds»  | 4:41     |  |
| 7.  | «Graveyard» | 3:07     |  |
| 8.  | «The Suit»  | 3:29     |  |
| 9.  | «Bad Baby»  | 4:30     |  |
| 10. | «Socialist» | 3:09     |  |
| 11. | «Chant»     | 5:01     |  |
| 12. | «Radio 4»   | 4:24     |  |

## Personal
- John Lydon – Voz
- Keith Levene – Guitarra, Sintetizador, batería en pistas 4 y 12, Bajo en pista 12
- Jah Wobble – Bajo, batería en pistas 5 y 8
- David Humphrey - Batería en pistas 1 y 3[7]
- Richard Dudanski - Batería en pistas 2, 6, 7, 10 y 11
- Martin Atkins - Batería en pista 9